# 弗蘭西斯科·貝努西
弗蘭西斯科·貝努西（義大利語：Francesco Benussi；1981年10月15日—）是一位意大利足球運動員。在場上的位置是守門員。他現在效力於意大利足球甲級聯賽球隊維羅納足球俱樂部。他也曾代表意大利國青隊參賽。